# イーライ・マリエンタール
イーライ・マリエンタール（Eli Marienthal、1986年3月6日 - ）は、アメリカ合衆国の俳優。

## 出演作品
- 彼女は夢見るドラマ・クイーン（サム）
- カントリー・ベアーズ（デックス・バリントン）
- アメリカン・パイ
- アイアン・ジャイアント（ホーガース・ヒューズ）
- ジャック・フロスト
- Fカップの憂うつ